# Pedro Íñiguez Larraín
Pedro Felipe Íñiguez Larraín (Santiago, 1873-ibídem, 14 de noviembre de 1940) fue un ingeniero civil y político chileno.

## Biografía
Hijo de José Antonio Íñiguez Vicuña y Mercedes Larraín Alcalde. Se casó con la conocida escultora chilena Rebeca Matte Bello.
Estudió en el Colegio de los Sagrados Corazones de Santiago y en el Instituto Nacional. En 1897 se graduó de ingeniero civil de la Universidad de Chile, especializándose en obras ferroviarias.
Militante del Partido Liberal Democrático, entró al servicio público en 1901 como Encargado de Negocios en Francia. Ministro de Industria, Obras Públicas y Ferrocarriles 1915) y Ministro de Justicia e Instrucción Pública (1916-1917).
Elegido diputado por Caupolicán (1915-1918). Integró en la ocasión la Comisión de Vías y Obras Públicas y la de Hacienda, en la Cámara de Diputados. Reelecto por Laja, Nacimiento y Mulchén (1918-1921).